# مدينة صباح الأحمد البحرية
مدينة صباح الأحمد البحرية أول وأكبر مشروع يشيد بالكامل من قبل القطاع الخاص الكويتي، تقع مدينة صباح الأحمد البحرية في منطقة الخيران جنوب دولة الكويت وسُميت نسبة إلى أمير البلاد الخامس عشر الشيخ صباح الأحمد الجابر الصباح.
وتعد مدينة صباح الأحمد البحرية عملا حضاريا متميزا ليس على مستوى المنطقة فحسب بل في العالم، فالإنجاز الذي تحقق لا يقتصر فقط على إنشاء مدينة متكاملة على ارض كانت سبخة غير صالحة للبناء، وإنما يتميز باستخدام أحدث ما توصل إليه العلم الحديث في مجال إنشاء المدن، من حيث التخطيط والإنجاز لكل خدمات البنية التحتية والمرافق والخدمات على أعلى مستوى، بالإضافة إلى أن عقود البيع وثائق مطابقة لشروط بنك التسليف والادخار وليس أملاك دولة، تستخرج تراخيص البناء والخدمات الأخرى بكل سهولة ويسر من قبل الجهات المسئولة. وفضلاً عن المزايا الطبيعية والبيئية للمنطقة، يوفر تصميم المدينة عوامل جذب إضافية، فقد قسمت المدينة إلى قطاعات تتخللها أنهار صناعية تجعلها أشبه بفينيسيا الكويت، ويتوفر في مدينة صباح الأحمد البحرية مباني خدمية مثل البريد والبرق والهاتف، وتحتوي على خدمات متكاملة :
شواطئ، مساجد، مدارس، مرسى، مركز خدمات، مركز إطفاء بحري، مركز خفر سواحل، ممرات مشاة، قسائم سكنية، قسائم تجارية، قسائم صناعية، منتزهات عامة، جزر المنغروف.
مدينة صباح الأحمد البحرية هي مدينة ومنطقة في الخيران بمحافظة الأحمدي في مدينة الكويت، بُنيت بقنوات مائية تشكل نحو 200 كيلومتر (120 ميل) من الشواطئ الصناعية. قبل بدء الإنشاء، كان من المتوقع أن تستوعب المدينة ما يصل إلى 250,000 نسمة. افتُتحت المدينة في منتصف عام 2016. ويُعد تصميم المنطقة فريدًا من نوعه، حيث تم إنشاؤها عن طريق حفر قنوات واسعة في الصحراء، بدلاً من الأراضى المستصلحة. وتُعتبر المدينة مشروعًا رائدًا في المنطقة نظرًا لاستخدامها تقنيات إنشاء مستدامة بيئيًا.

## الخلفية التاريخية
بدأ التخطيط لمشروع مدينة صباح الأحمد البحرية في أوائل العقد الأول من القرن الحادي والعشرين، كجزء من خطة دولة الكويت لتطوير المناطق الساحلية وتوسيع الرقعة العمرانية. تم اختيار منطقة الخيران نظرًا لموقعها الجنوبي المميز وإمكانية تحويل الصحراء إلى بيئة ساحلية جاذبة للسكان والسياح.

## مراحل المشروع
تم فتح المرحلة الأولى من المشروع على البحر في عام 2004. ويُخطط لتنفيذ المشروع على مدى 25 عامًا، مقسمًا إلى عشر مراحل، بتمويل من القطاع الخاص بالكامل، ليكون أول منطقة عمرانية في الكويت تُنشأ بالكامل بجهود واستثمارات القطاع الخاص.

## الحياة البرية
تشير التقارير الحديثة إلى أن مصايد الرخويات والأسماك الزعنفية في الخليج العربي، وخاصة في الكويت، تشهد تراجعًا حادًا بسبب الصيد الجائر، والتلوث، وفقدان مناطق التفريخ، وتراجع تدفق المياه العذبة من شط العرب، إضافة إلى تغير المناخ. وعند اكتمال المشروع، ستضم مدينة صباح الأحمد البحرية نحو 200 كيلومتر (120 ميل) من المجاري المائية، مما يوفر أكثر من 50٪ من الخطوط الساحلية الإضافية للكويت.منذ فتح المرحلة الأولى على البحر عام 2004، يتم سنويًا استخدام شباك الصيد وفخاخ
«القرقورر» لرصد أعداد وأنواع الرخويات والأسماك في المجاري المائية. وقد أظهرت الدراسات أن هذه المجاري تؤوي أكثر من 60٪ من الأنواع المتداولة في الأسواق الكويتية، وتوفر بيئة للتفريخ والنمو والتغذية لأنواع مهمة مثل الهامور البرتقالي، والروبيان الأخضر، وسرطان البحر الأزرق. وبما أن الصيد التجاري ممنوع داخل مجاري المدينة، فإنها تُعد منطقة محمية مهمة تدعم مخزون الأسماك في الكويت.

## الأثر البيئي
يُنظر إلى الأثر البيئي للمشروع من منظور الحياة البحرية على أنه إيجابي ومستدام. ووفقًا للدراسات، تم إنشاء مجموعة متكاملة من المواطن البحرية الصناعية داخل المجاري المائية، وتشمل شواطئ المد والجزر، والسهول الطينية، وأشجار القرم (المانغروف)، والمستنقعات الملحية على الجزر، إضافةً إلى بيئات قاعية تحت مائية مكوّنة من الرمال والصخور. يتم رصد هذه المواطن البيئية من خلال قياسات فيزيائية يومية ومسوح بيولوجية سنوية، ما يوفر بيانات جديدة حول معدلات الاستعمار الطبيعي وتطور المجتمعات البحرية في بيئات المد والجزر وقاع البحر الرملية في الخليج العربي. وخلال خمس سنوات من فتح المجاري المائية على البحر، حققت جميع المواطن البحرية الصناعية تنوعًا ووفرة في الأنواع تقترب أو تتجاوز تلك الموجودة في البيئات البحرية الطبيعية المماثلة في الكويت. يوجد حاليًا أكثر من 1000 نوع من الكائنات الحية الكبيرة، منها نحو 100 نوع من الأسماك والرخويات.

## معرض الصور

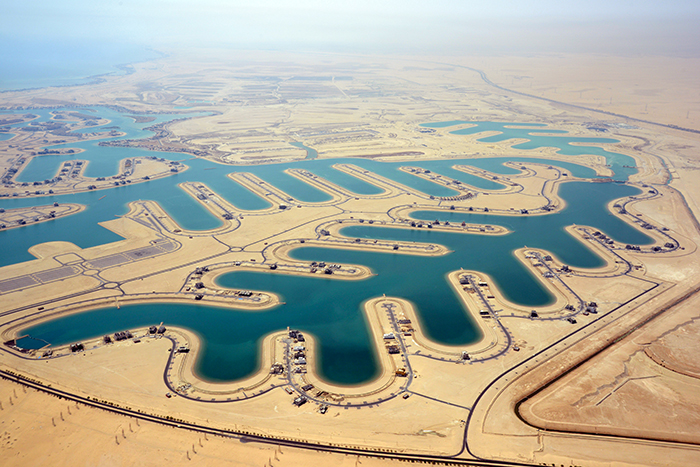
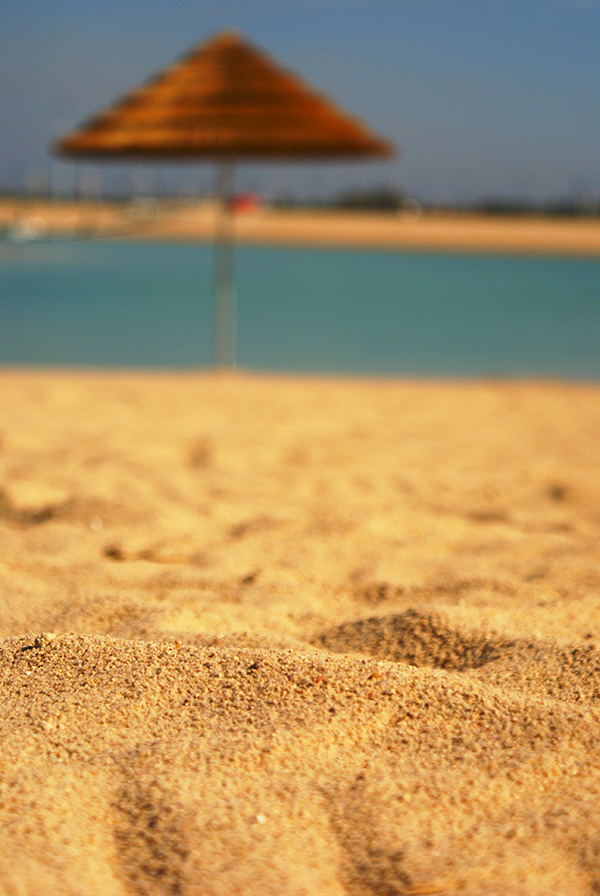
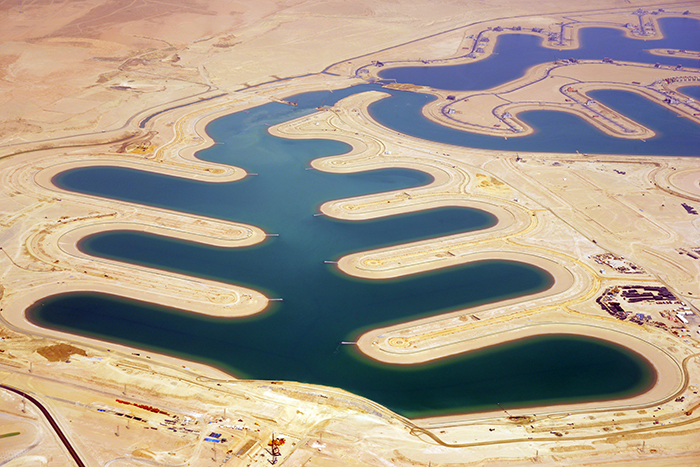
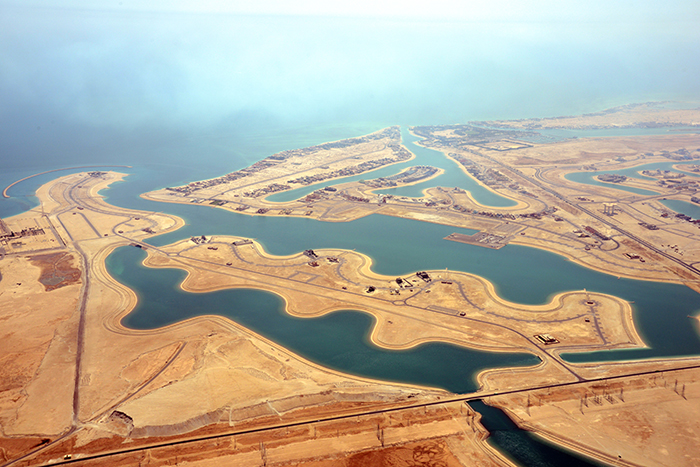
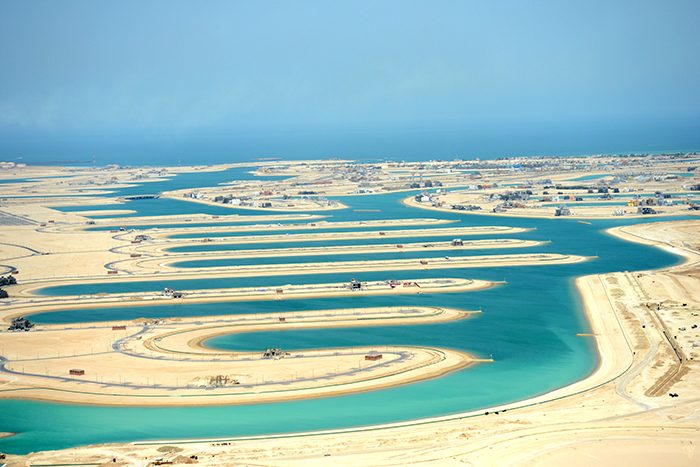
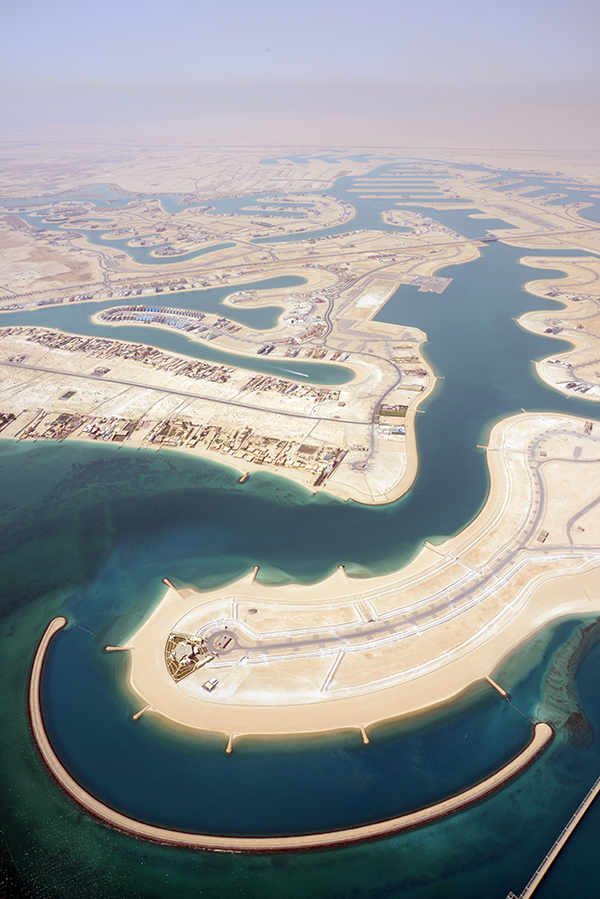
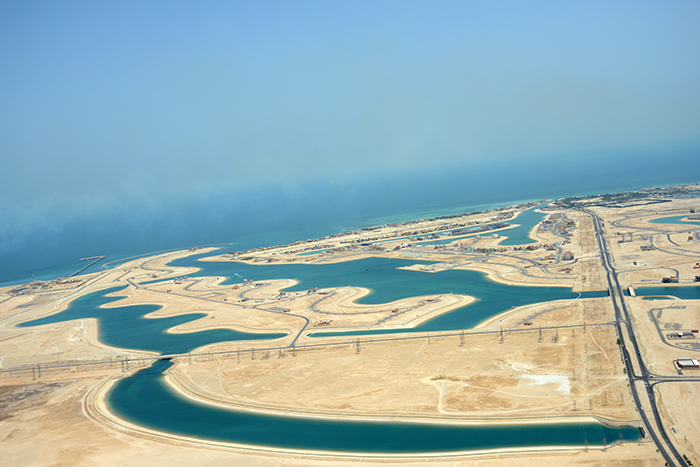
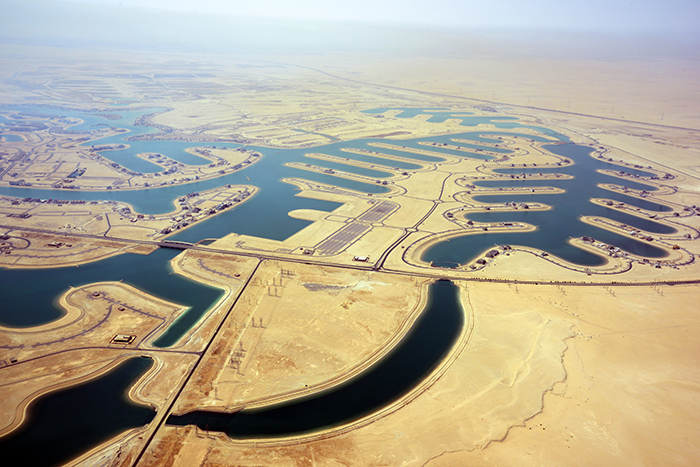
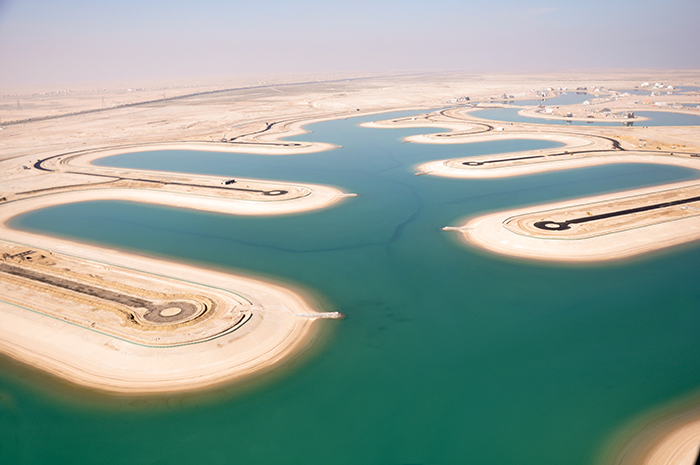
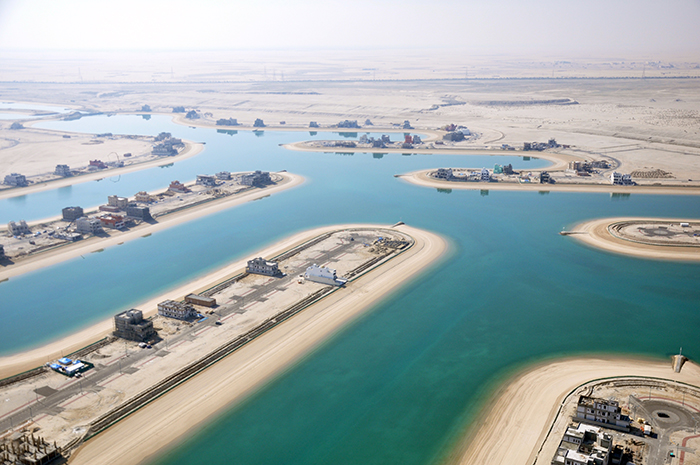
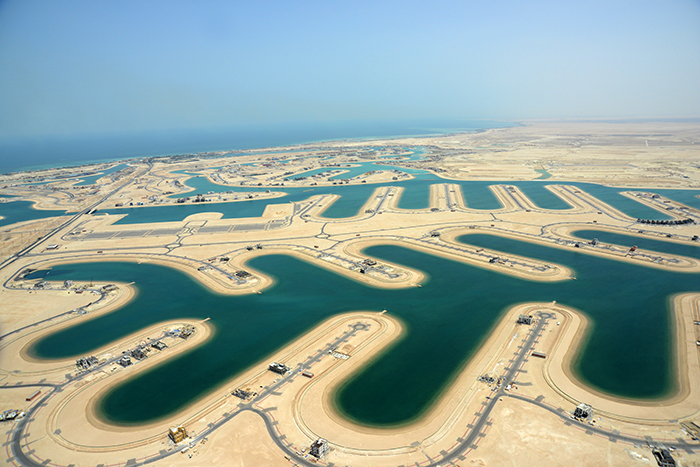
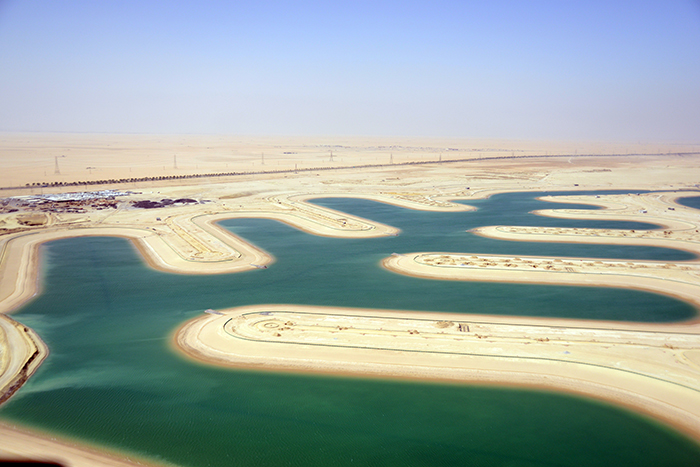
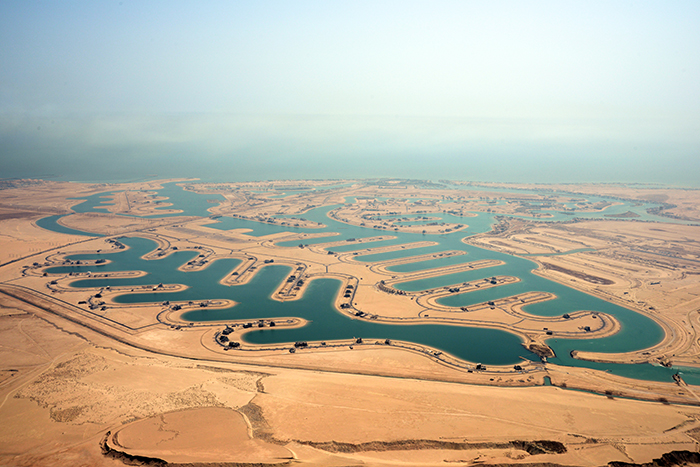
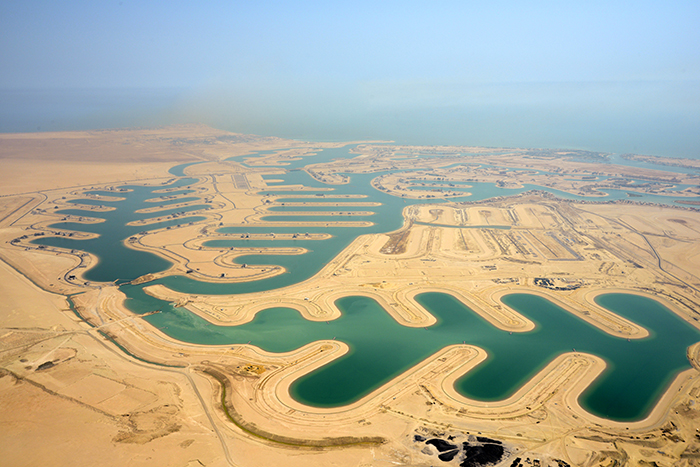
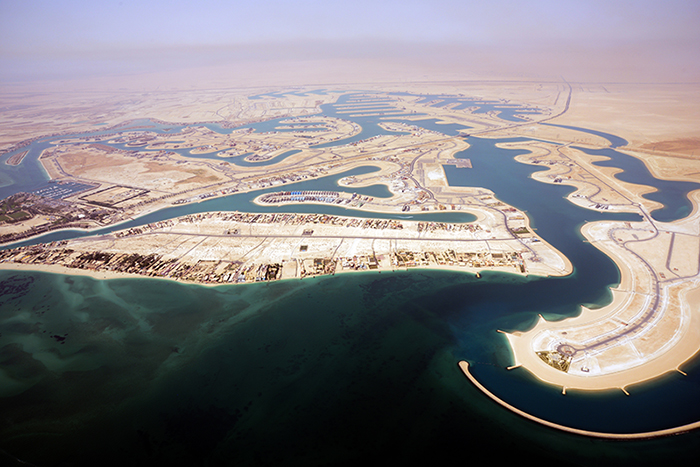
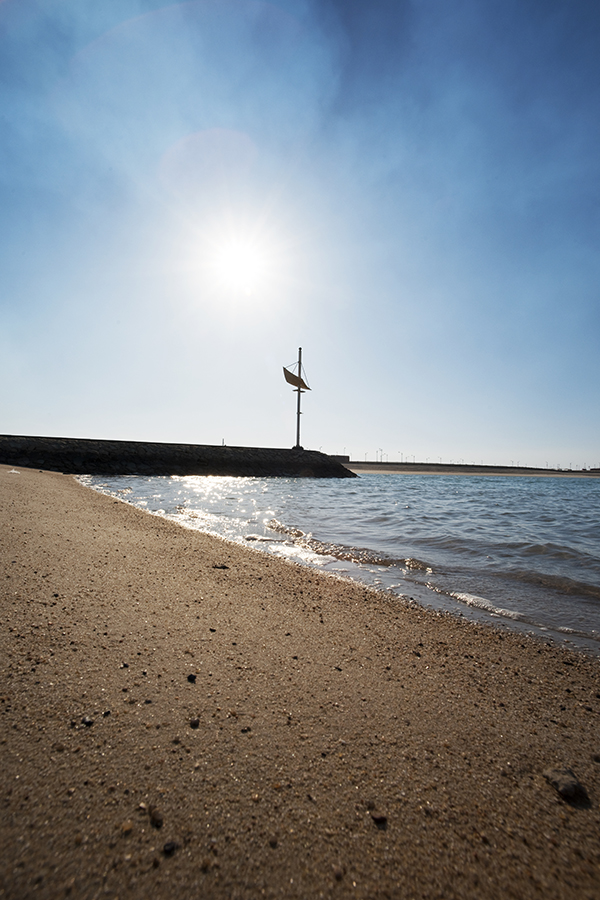

## وصلات خارجية
- [الموقع الرسمي لمشروع مدينة صباح الأحمد البحرية](https://example-official.com)
- [تقرير عن البيئة في مدينة صباح الأحمد البحرية](https://example-environment.com)